# Serguei Teploúkhov
Serguei Aleksàndrovitx Teploúkhov (en rus: Серге́й Алекса́ндрович Теплоу́хов; Ilinskoie, Rússia, 3 de març de 1888 - Leningrad, Unió Soviètica, 10 de març de 1934) fou un historiador i arqueòleg rus-soviètic.
Net d'Aleksandr Teploúkhov, va estudiar a Leningrad i Dresden i, després de treballar molts anys per a les empreses de la família Stróganov, es va retirar per dedicar-se a l'arqueologia. De 1920 a 1932, va dur a terme la investigació sobre les restes arqueològiques de diferents períodes de Sibèria i Àsia central, i va ser el primer en elaborar una classificació de les cultures arqueològiques del sud de Sibèria; en aquest sentit, va estudiar en profunditat els tashtyks i suggerir que havien estat inicialment una cultura indoeuropea. Teploukhov va ser detingut per Stalin sota la sospita de nacionalisme el 26 de novembre 1933 i va ser trobat mort a la seva cel·la, per suïcidi, el març de 1934.